# Marocco (film 1930)
Marocco (Morocco) è un film del 1930 diretto da Josef von Sternberg.
La pellicola mostrò per la prima volta sugli schermi un bacio lesbico.

## Trama

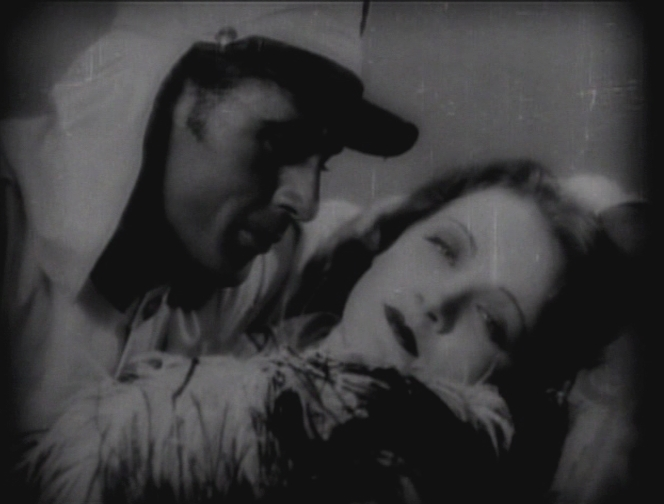
Gary Cooper e Marlene Dietrich in una scena del film

Amy Jolly è una cantante di cabaret nel Marocco francese, che si innamora ricambiata del legionario Tom Brown, amante della moglie del capo della guarnigione che, per vendicarsi, spinge il marito a mandare Tom in una pericolosa spedizione nel Sahara. Ma Amy, lasciato il ricco amante pittore, seguirà l'amato legionario.

## Produzione
Il film, prodotto dalla Paramount Pictures, fu girato con il titolo di lavorazione Amy Jolly dal 15 luglio al 18 agosto 1930 in California in diverse località: a Guadalupe Sand Dunes (Santa Barbara County), nell'Iverson Ranch di Chatsworth a Los Angeles, a Palmdale e negli studi della Paramount al 5555 Melrose Avenue a Hollywood.

## Distribuzione
Il film fu distribuito dalla Paramount che lo fece uscire in prima a New York il 14 novembre 1930. Nelle sale statunitensi uscì il 6 dicembre 1930.

### Date di uscita
Le date di uscita internazionali sono state:
- 14 novembre 1930 negli Stati Uniti d'America (prima a New York)
- 6 dicembre 1930 negli Stati Uniti d'America (Morocco)
- 1931 in Germania (Marokko e Herzen in Flammen - titolo cinematografico)
- 2 gennaio 1931 in Francia (Morocco e Coeurs brûlés)
- 25 febbraio 1931 in Giappone  (モロッコ?, Morokko)
- 2 marzo 1931 in Finlandia (Morocco e Marokko - titolo tv)
- 9 marzo 1931 in Danimarca (Marokko)
- 15 ottobre 1931 a Hong Kong
- 31 ottobre 1931 in Italia (Marocco)
- 26 dicembre 1931 in Portogallo (Marrocos)
- 1932 in Turchia (Yanik kalpler)
- 7 gennaio 1932 in Spagna (Marruecos)
- 25 gennaio 2004 in Repubblica Ceca (al Febio Film Festival)
- Austria (Marokko)
- Polonia (Maroko Grecia)
- Svezia (Marocko)
- Ungheria (Marokkó)

## Riconoscimenti
Ha ricevuto quattro candidature ai Premi Oscar 1931: 
- Josef von Sternberg per il miglior regista;
- Marlene Dietrich per la miglior attrice;
- Lee Garmes per la miglior fotografia;
- Hans Dreier per la miglior scenografia.

Nel 1930 è stato indicato tra i migliori dieci film dell'anno dal National Board of Review of Motion Pictures.
Nel 1992 è stato scelto per la conservazione nel National Film Registry della Biblioteca del Congresso degli Stati Uniti.

## Citazioni
Il film viene citato, utilizzando filmati di repertorio, in Le dee dell'amore (The Love Goddesses) documentario di Saul J. Turell del 1965.